# Oenosandra
Oenosandra is een geslacht van vlinders uit de familie Oenosandridae. Deze vlinders komen uitsluitend voor in Australië.

## Soort
Het geslacht omvat slechts één soort:
- Oenosandra boisduvalii Newman, 1856